# Монпон-Менестероль
Монпо́н-Менестеро́ль (фр. Montpon-Ménestérol) — коммуна во Франции, находится в регионе Аквитания. Департамент — Дордонь. Административный центр кантона Монпон-Менестероль. Округ коммуны — Перигё.
Код INSEE коммуны — 24294.

## География

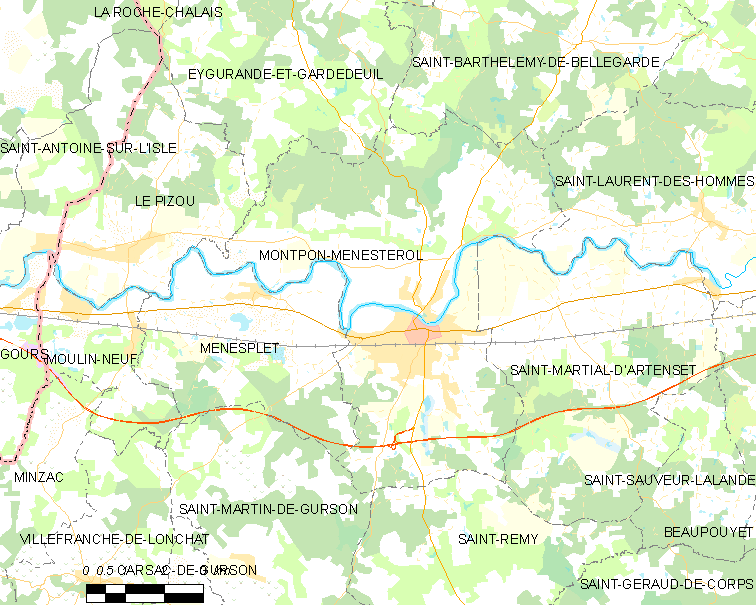
Карта коммуны

Коммуна расположена приблизительно в 460 км к югу от Парижа, в 65 км восточнее Бордо, в 50 км к юго-западу от Перигё.
По территории коммуны протекает река Иль.

### Климат
Климат умеренный океанический со средним уровнем осадков, которые выпадают преимущественно зимой. Лето здесь долгое и тёплое, однако также довольно влажное, здесь не бывает регулярных периодов летней засухи. Средняя температура января — 5 °C, июля — 18 °C. Изредка вследствие стечения неблагоприятных погодных условий может наблюдаться непродолжительная засуха или случаются поздние заморозки. Климат меняется очень часто, как в течение сезона, так и год от года.

## Население
Население коммуны на 2010 год составляло 5465 человек.
| 1968 | 1975 | 1982 | 1990 | 1999 | 2010 |
| ---- | ---- | ---- | ---- | ---- | ---- |
| 5863 | 5939 | 5742 | 5481 | 5389 | 5465 |

## Администрация
| Период | Период | Фамилия          | Партия                                                         | Примечания |
| ------ | ------ | ---------------- | -------------------------------------------------------------- | --- |
| 1947   | 1983   | Жан Лагуби       |                                                                | |
| 1983   | 1989   | Жан Ловато       | Объединение в поддержку республики                             | |
| 1989   | 2008   | Пьер Форе        | Объединение в поддержку республики → Союз за народное движение | |
| 2008   | 2020   | Жан-Поль Лоттери | Социалистическая партия                                        | директор больницы; генеральный советник кантона Монпон-Менестероль (с 2004); президент сообщества коммун Иль-Дубль-Ланде (с 2004) |
| 2020   | 2026   | Розенн Руйе      | Социалистическая партия                                        | Радиолог, кандидат на выборах в законодательные органы Франции 2017 года.                                                         |

## Экономика
В 2010 году среди 3027 человек трудоспособного возраста (15-64 лет) в 1983 были экономически активными, 1044 — неактивными (показатель активности — 65,5 %, в 1999 году было 65,1 %). Из 1983 активных жителей работали 1663 человека (878 мужчин и 785 женщин), безработных было 320 (136 мужчин и 184 женщины). Среди 1044 неактивных 202 человека были учениками или студентами, 429 — пенсионерами, 413 были неактивными по другим причинам.

## Достопримечательности
- Церковь Успения Пресвятой Богородицы (XII век). Исторический памятник с 1926 года[5]
- Церковь Св. Петра в оковах (XII век)
- Церковь Св. Мартина (XIX век)
- Средневековый шартрёз Воклер. Исторический памятник с 2014 года[6]

## Фотогалерея

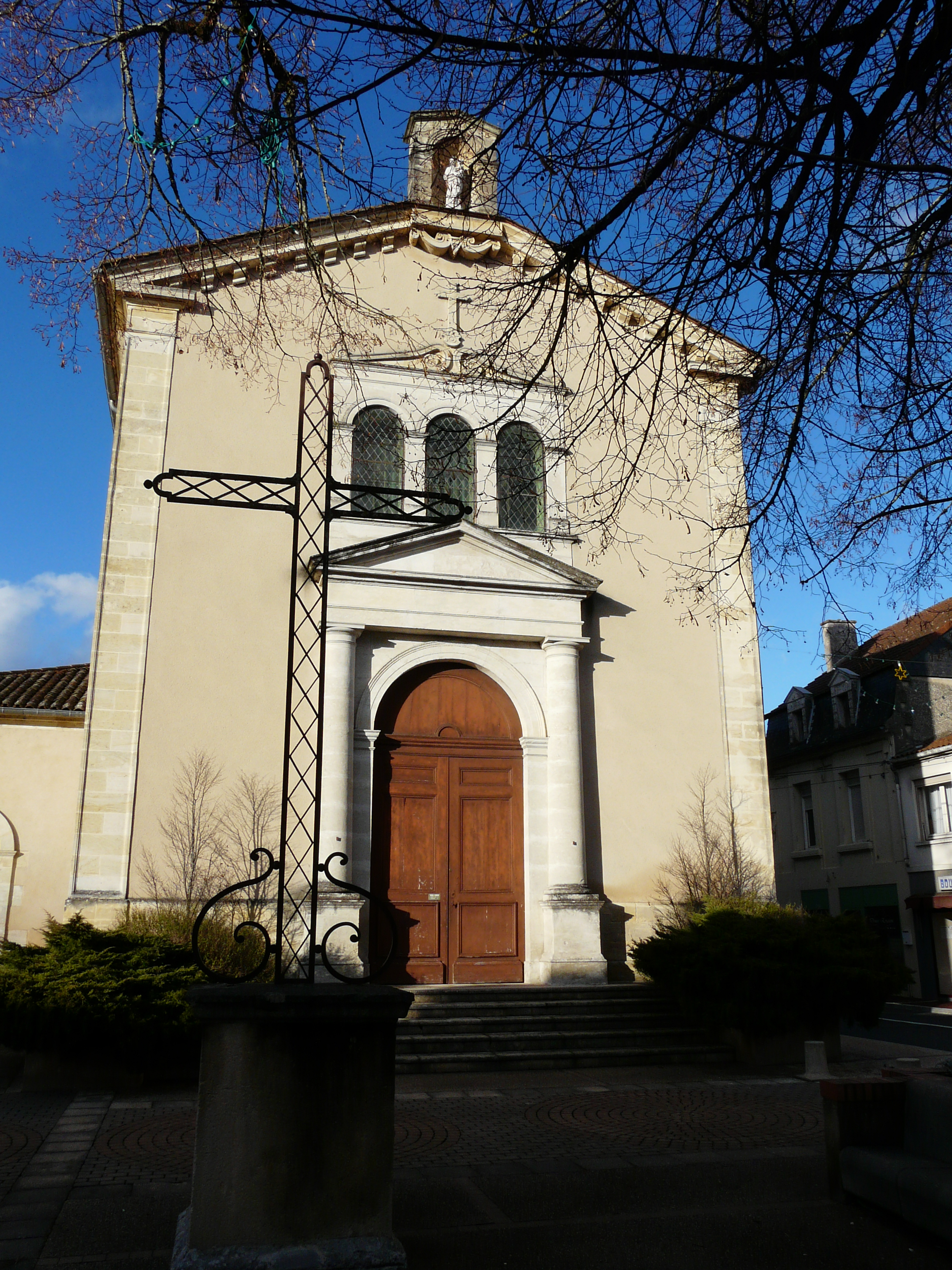
Церковь Успения Пресвятой Богородицы
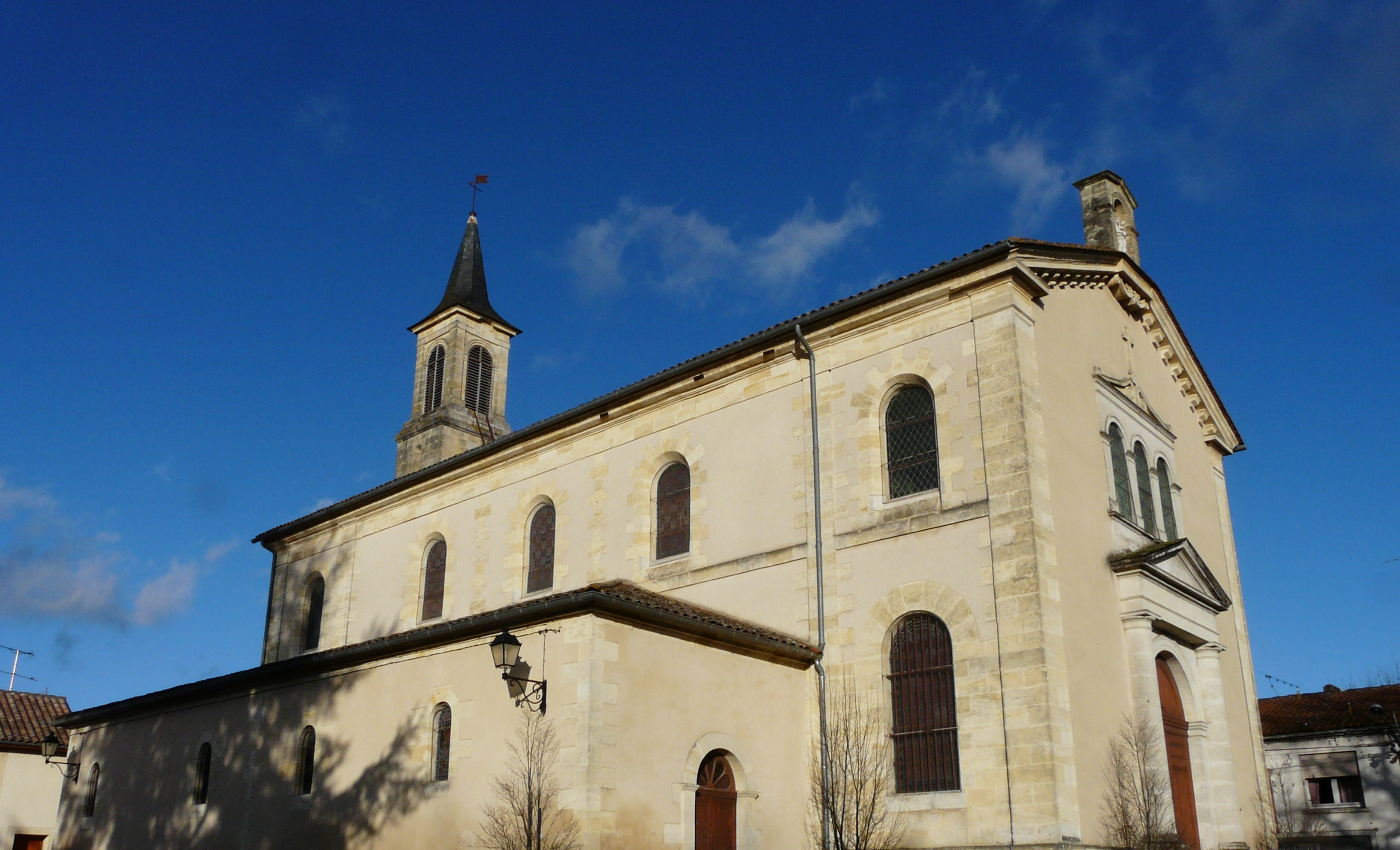
Церковь Успения Пресвятой Богородицы
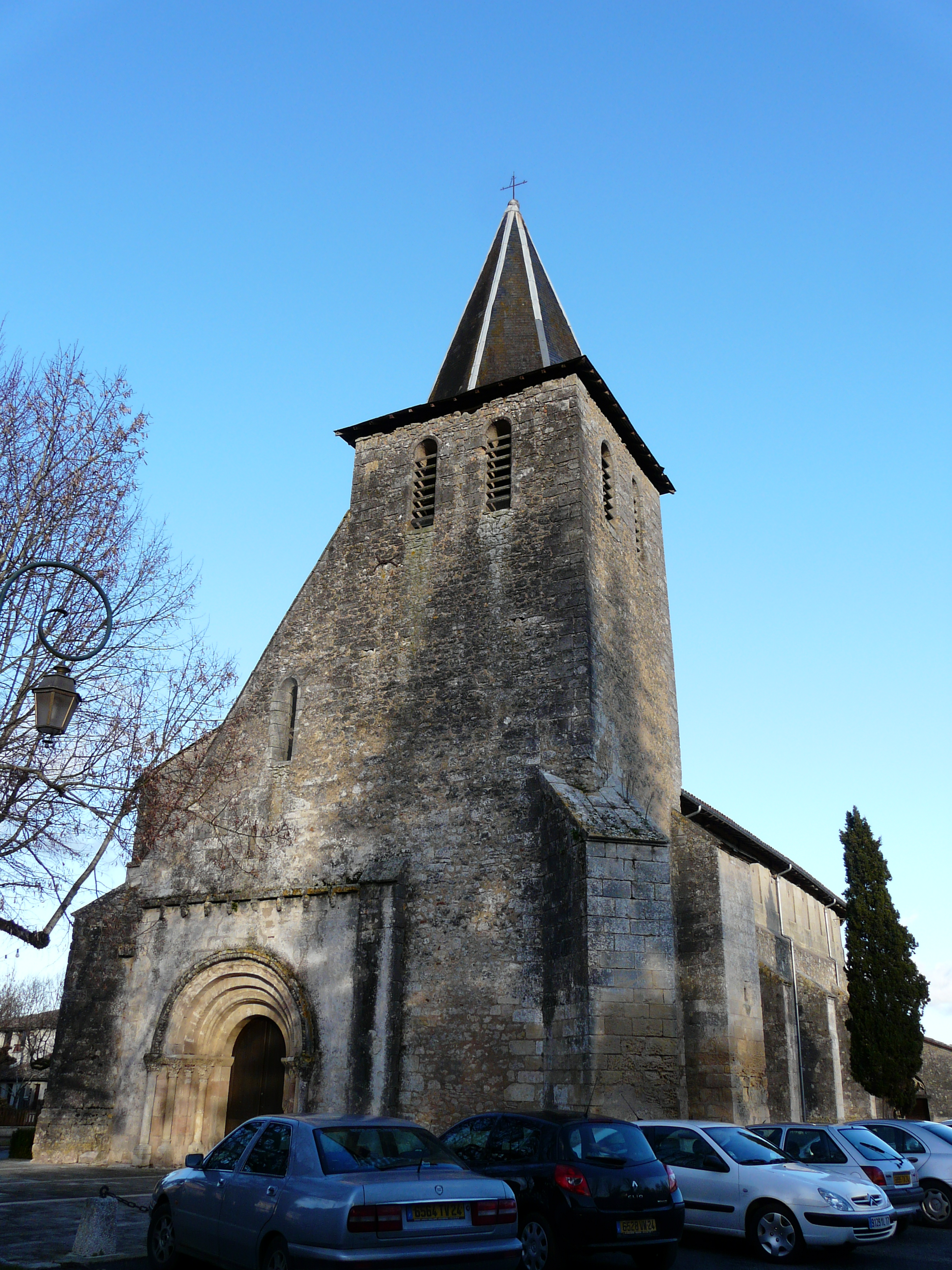
Церковь Св. Петра в оковах
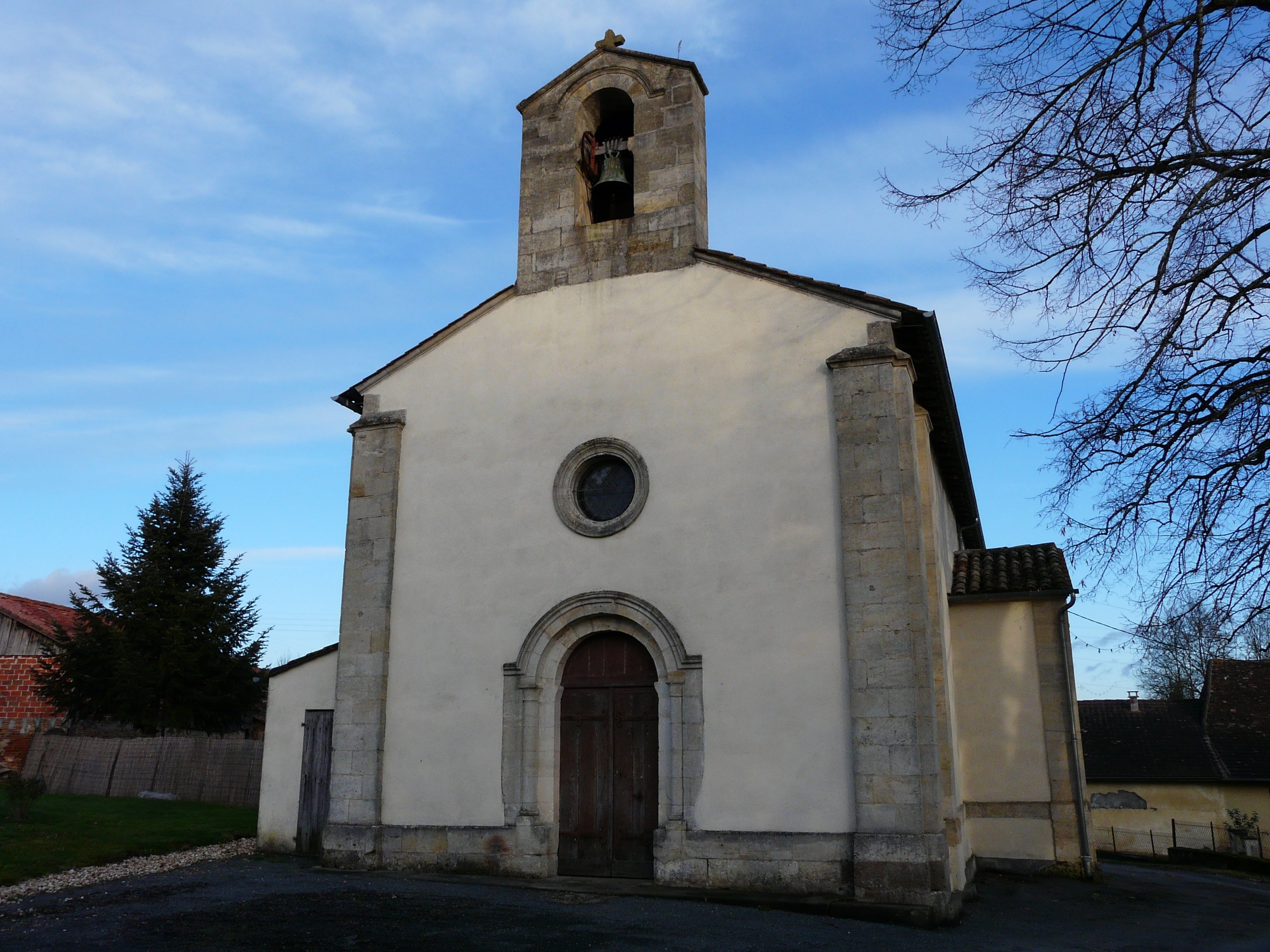
Церковь Св. Мартина
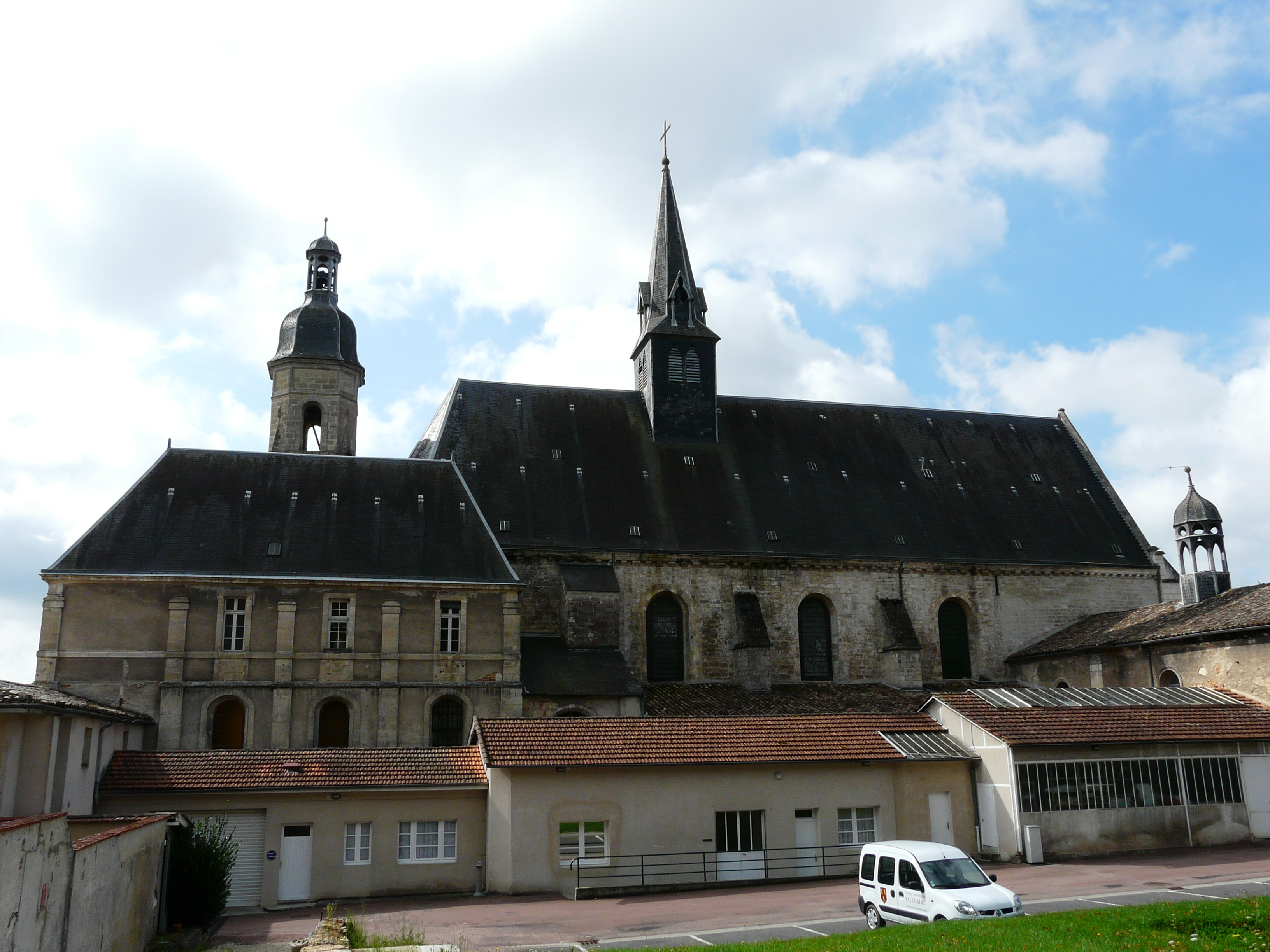
Шартрёз Воклер
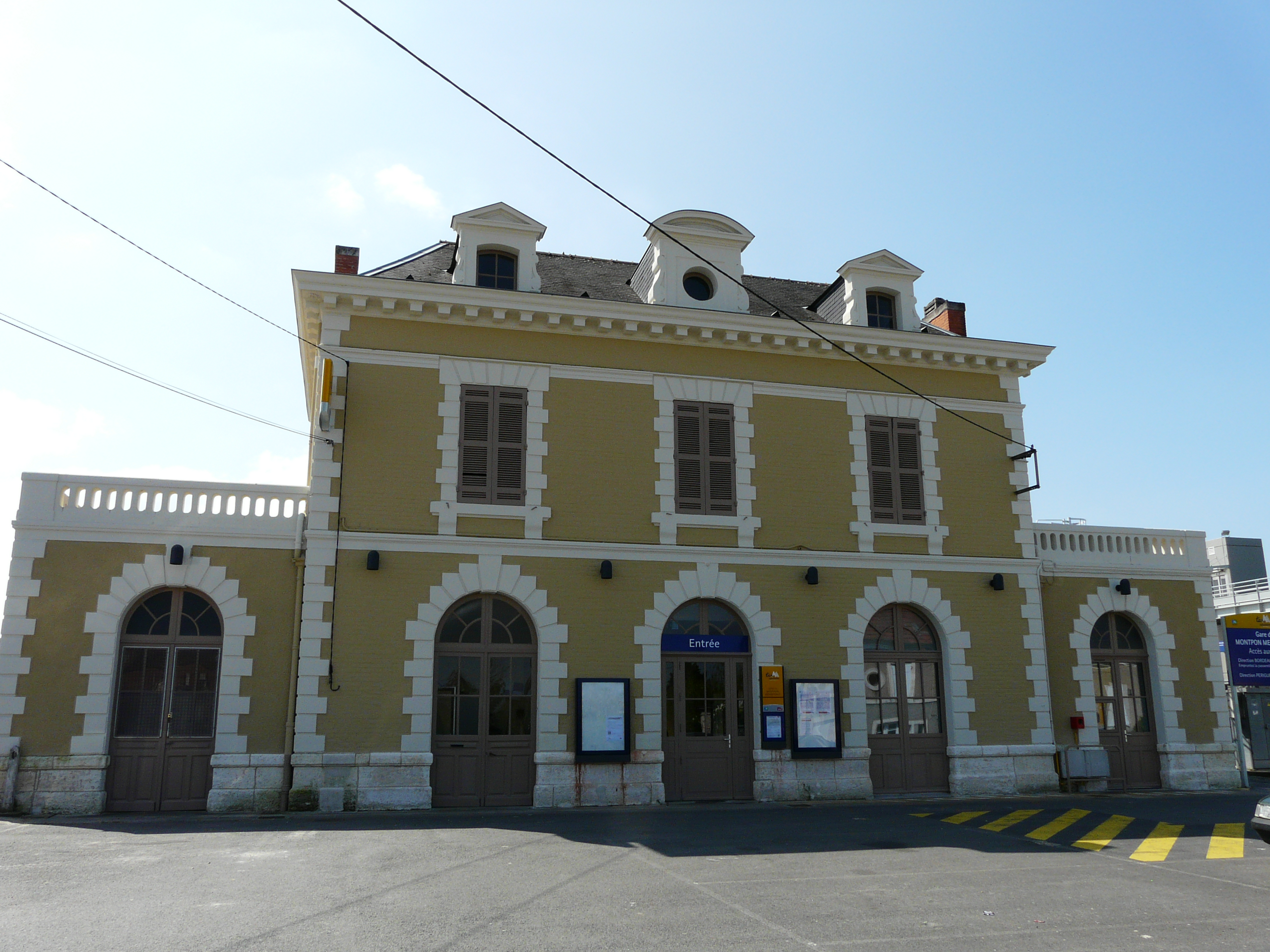
Вокзал
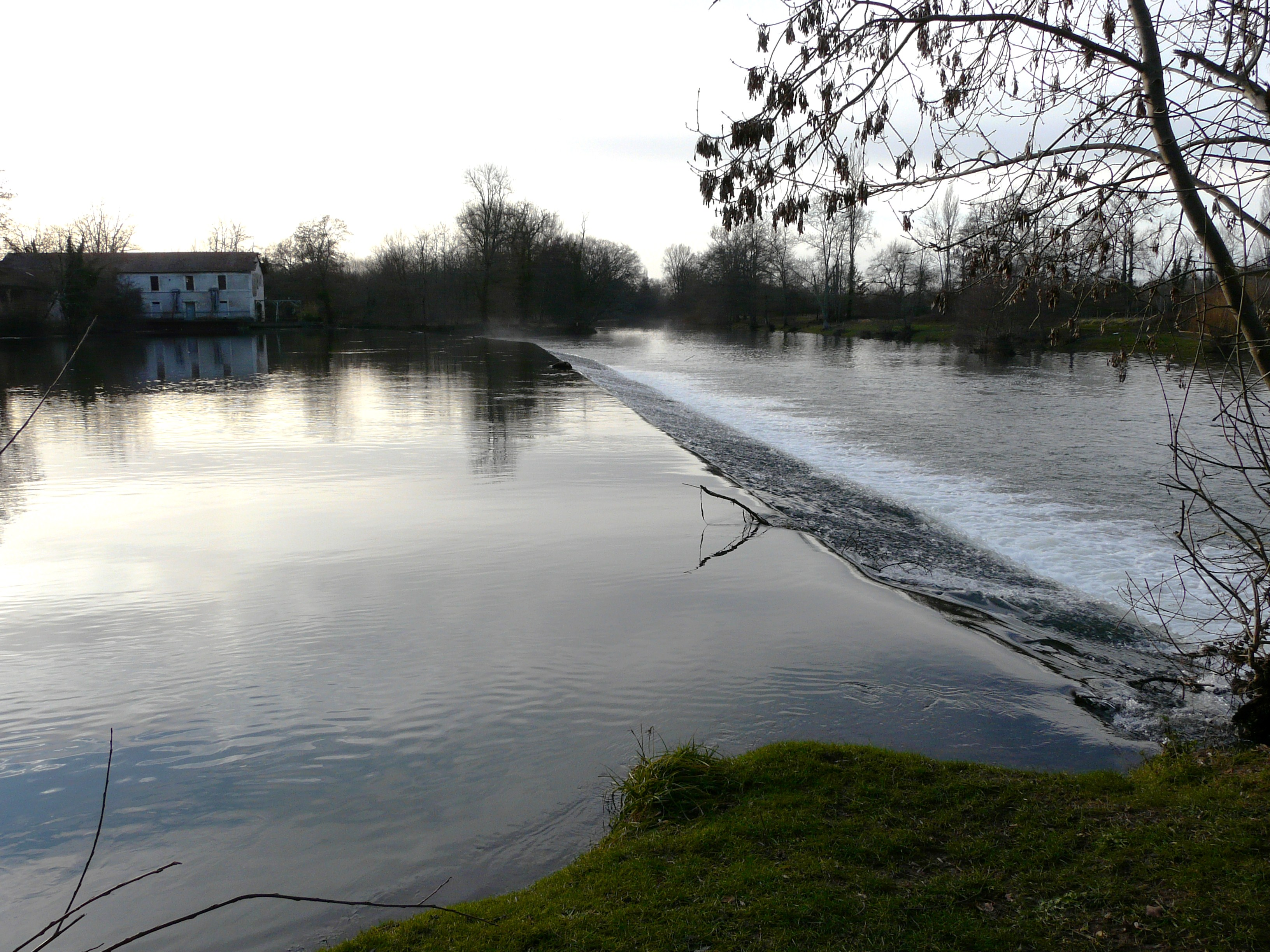
Река Иль
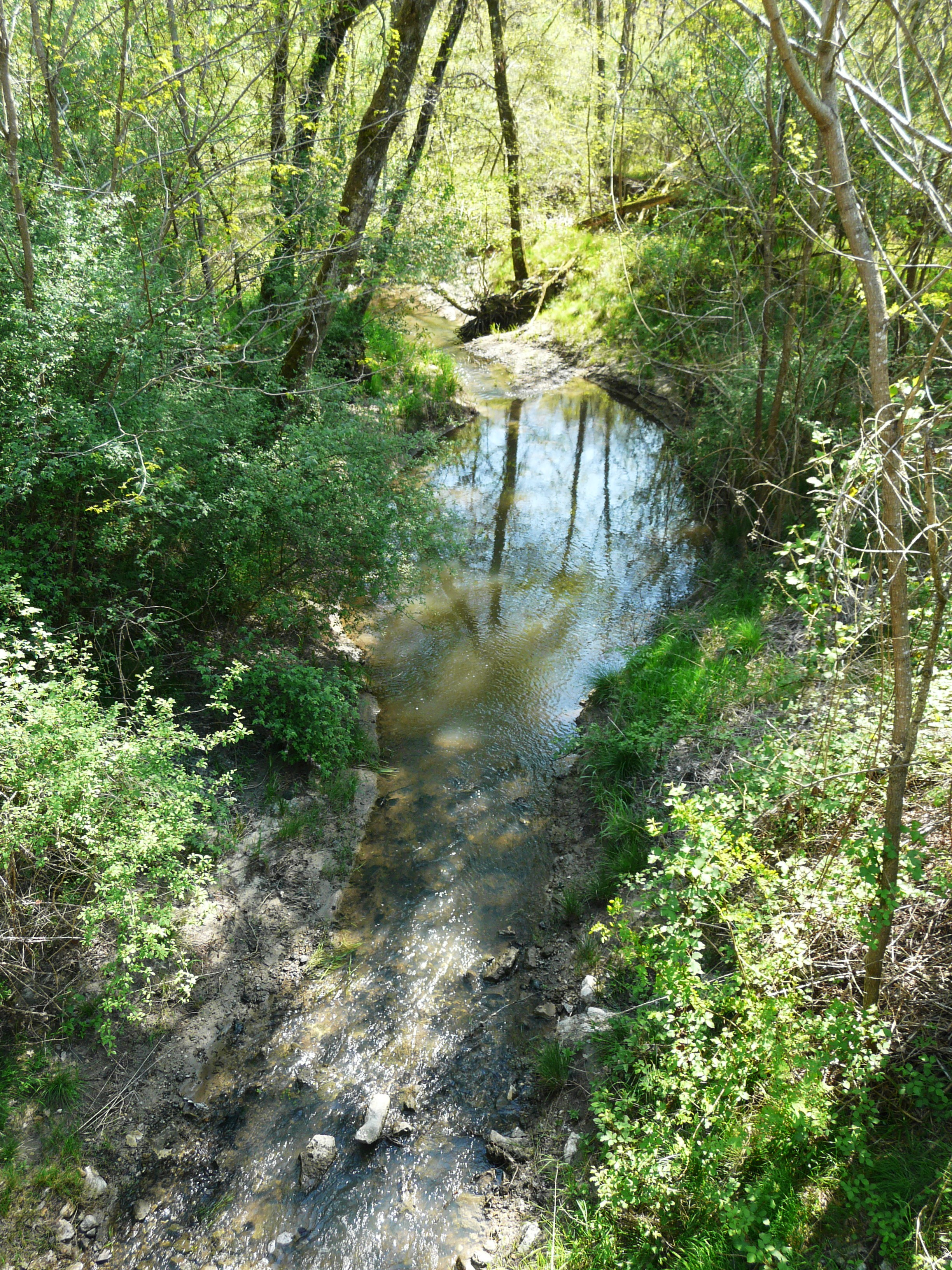
Река Дюш